# Rock Around the Clock
"Rock Around the Clock" é uma canção de rock and roll no formato de blues 12-bar escrita por Max C. Freedman e James E. Myers (este último sob o pseudônimo "Jimmy De Knight") em 1952. A versão mais conhecida e mais bem-sucedida foi gravada por Bill Haley & His Comets em 1954 para a gravadora estadunidense Decca. Alcançou o topo das paradas nos Estados Unidos e no Reino Unido e entrou novamente na UK Singles Chart nos anos 1960 e 1970.
Esta não foi a primeira gravação de rock and roll, tampouco a primeira gravação de sucesso do gênero (Bill Haley conseguiu sucesso nas paradas estadunidenses com "Crazy Man, Crazy" em 1953 e em 1954, "Shake, Rattle and Roll" por Big Joe Turner chegou ao topo da Billboard R&B chart). A versão de Haley, de qualquer forma, tornou-se um hino da juventude rebelde dos anos 1950 e é considerada a canção responsável por trazer o rock and roll ao estrelato. A faixa aparece na 158ª colocação da Lista das 500 melhores canções de todos os tempos da Revista Rolling Stone.
Foi gravada primeiramente pela banda ítalo-estadunidense Sonny Dae and His Knights em 20 de março de 1954. 

## Sucesso
"Rock Around the Clock" foi primeiramente lançada na primavera (outono no hemisfério sul) de 1954 como Lado B de "Thirteen Women (and Only One Man in Town)." A canção até entrou na parada Cashbox dos EUA, mas foi considerada um insucesso comercial. Sua escalada ao sucesso só veio em 1955, quando foi usada como tema de abertura do filme Blackboard Jungle.
Em 9 de julho de 1955, "Rock Around the Clock" se tornou a primeira gravação de rock and roll a chegar ao topo da Pop Charts da Billboard, uma conquista repetida em outas paradas pelo mundo. A canção ficou no topo por oito semanas. Ela também ficou sete semanas no topo da Pop Singles Chart da Cashbox em 1955.  A versão de Bill Haley também foi a 3º colocada nas paradas R&B. A Billboard a considerou a segunda melhor canção de 1955.
No Reino Unido, a versão de Haley foi lançada pela Brunswick Records, chegando à 17ª colocação na UK Singles Chart em janeiro de 1955, quatro meses depois de entrar na Pop Charts dos EUA. A faixa entrou novamente na parada e chegou ao topo em novembro de 1955, ficando lá por três semanas, caindo por mais três semanas, e depois voltando por mais duas em janeiro de 1956.  Ela reentrou as paradas de novo em setembro de 1956, chegando à 5ª colocação. A canção foi relançada em 1968, chegando à 20ª colocação, e novamente em 1974, alcançando a 12ª colocação. O lançamento original da faixa foi o primeiro single a vender um milhão de cópias e chegou à marca total de 1,4 milhão de cópias.
No Brasil, a música teve versão gravada pela cantora Nora Ney, ligada ao cancioneiro romântico, mas escolhida pela sua excelente pronúncia em inglês, já que a canção foi gravada com a letra original, em 1955.